# Иван Москов
Иван Атанасов Москов е български революционер, костурски войвода на Вътрешната македоно-одринска революционна организация.

## Биография
Иван Москов е роден през 1888 година в костурското село Дъмбени, тогава в Османската империя, днес Дендрохори, Гърция.
Учител е в родното си село.
Присъединява се към ВМОРО и участва в Илинденско-Преображенско въстание в 1903 година в отряда на Лазар Поптрайков. След въстанието е войвода в Костурско. В изпълнение на решението на Кюстендилския конгрес Иван Москов, заедно с Тане Николов и Димитър Запрянов на 24 септември 1908 извършва неуспешно покушение над Яне Сандански в Бошнак хан в Солун.
Първият граждански окръжен управител на Южна Тракия (както административно е наричана българската беломорска област) със седалище в главния ѝ град Гюмюрджина от 10 ноември 1912 до 24 септември 1913 г. когато го заменя полк. Недялко Свинаров.
След войните участва в дейността на ВМРО, като след убийството на Александър Протогеров в 1928 година подкрепя крилото на Иван Михайлов.